# 진가초등학교 마옥분교
진가초등학교 마옥분교는 경기도 이천시 모가면 어농리에 있었던 공립 초등학교이다.

## 연혁
- 1965.03.01 모가국민학교 마옥분교장으로 인가(2학급)
- 1968.03.01 마옥국민학교로 승격(6학급)
- 그동안은 모가면 신갈리 모가국민학교로 약2-3킬로 도보로 갈미고개(현 테르메덴)험한산고개길을 통하여 ,통학하여 모가면 두미1,2와 어농1,2,3리 학생들의 불편함을 크게 해소하였다.
- 윤태철씨 토지기증으로 교사설립
- 학교내에 교장선생님 사택에서 거주
- 사택앞 두레박우물
- 근무했던 선생님
- 교장선생님 정효근(표교-이천국민학교교장으로전근) 자녀 정미자,정혜란,정유섭
- 교감선생님  김영호 자녀 김동식외
- 김금옥,박영희,정현숙(이천초등학교로전근),서영애,(1976년까지)
- 교감선생님 사택은 교문옆 문방구겸
- 여자선생님들은 학교옆 윤태철씨댁에서 자취함(곤로를 사용하여 냄비밥을 하였는데 곤로끄름이 냄비에 까맣게 묻어있었음)
- 1996.03.01 진가초등학교 마옥분교(분교장 격하)
- 2007.03.01 폐교